# Стойо Хаджиев
Стойо Николов Хаджиев е български революционер, деец на Вътрешната македоно-одринска революционна организация.

## Биография
Хаджиев е роден на 16 май 1879 година в село Голешово, Мелнишко, тогава в Османската империя. Баща му е активен участник в движението за налагане на новобългарска просвета и църква. Завършва Сярското педагогическо училище в 1898 година. Веднага след завършването си заедно с баща си участва в спречкване с турци и в 1900 година минават в нелегалност. Става секретар на Демирхисарската чета, а след смъртта на баща си минава в четата на Яне Сандански, с която участва в Илинденско-Преображенското въстание.
След амнистията от 1904 година, по указание от Яне Сандански, Стойо Хаджиев става учител първоначално в Черешница, а по-късно и в Долна Сушица, като занимава с организационна дейност. Скоро, след като е застрашен от арест, се връща при Яне Сандански и взема участие в акцията с капитан Стоянов.
От 1905 г. е демирхисарски районен войвода и се движи с между 6 и 10 четници. Участва във всички конгреси на ВМОРО до 1908 година. След Младотурската революция в 1908 година се легализира, става активист на Народната федеративна партия (българска секция) и е делегат на учреждението от Демирхисарско през 1909 година, заедно с Илия Бижев. Участва в похода към Цариград през 1909 година и на изборите в 1912 година, заедно с Александър Буйнов, става депутат в османския парламент от Сяр.
По време на Балканската война е войвода на Демирхисарската чета на Македоно-одринското опълчение, а по-късно служи като доброволец в 1 рота и в щаба на 14 воденска дружина.
| Демирхисарска чета на МОО с командир Стойо Хаджиев | Демирхисарска чета на МОО с командир Стойо Хаджиев | Демирхисарска чета на МОО с командир Стойо Хаджиев | Демирхисарска чета на МОО с командир Стойо Хаджиев | Демирхисарска чета на МОО с командир Стойо Хаджиев | Демирхисарска чета на МОО с командир Стойо Хаджиев |
| Номер                                              | Име                                                | Години                                             | Околия                                             | Селище                                             | Бележки                                            |
| -------------------------------------------------- | -------------------------------------------------- | -------------------------------------------------- | -------------------------------------------------- | -------------------------------------------------- | -------------------------------------------------- |
|                                                    | Георги Чалъков                                     | 50                                                 | Валовищко                                          | Кърчово                                            |                                                    |
|                                                    | Коста Стоянов                                      |                                                    | Валовищко                                          | Райковци                                           |                                                    |
|                                                    | Петко Ангелов                                      |                                                    | Валовищко                                          | Райковци                                           |                                                    |
|                                                    | Стоян Заприн                                       |                                                    | Валовищко                                          | Райковци                                           |                                                    |
|                                                    | Тодор Ангелов                                      |                                                    | Драмско                                            | Калапот                                            |                                                    |

През Първата световна война служи в 3 пехотен полк на 11 дивизия. След войната е окръжен управител на Струмица, а от 1920 година е адвокат в Петрич и председател на Окръжната постоянна комисия в града.
Хаджиев е убит в Горноджумайските събития през септември 1924 година.
В родното му село Голешово е изграден негов паметник, а името му носи улица в град Петрич.